# Zoom (альбом)
Zoom — 12 студійний музичний альбом британського гурту Electric Light Orchestra. Виданий 12 червня 2001 року лейблом Epic Records. Загальна тривалість композицій становить 43:36. Альбом відносять до напрямку рок.

## Список пісень
1. «Alright» — 3:13;
2. «Moment in Paradise» — 3:36;
3. «State of Mind» — 3:04;
4. «Just for Love» — 3:40;
5. «Stranger On a Quiet Street» — 3:41;
6. «In My Own Time» — 3:03;
7. «Easy Money» — 2:50;
8. «It Really Doesn't Matter» — 3:20;
9. «Ordinary Dream» — 3:23;
10. «A Long Time Gone» — 3:15;
11. «Melting in the Sun» — 3:10;
12. «All She Wanted» — 3:14;
13. «Lonesome Lullaby» — 4:02;
14. «Long Black Road» — 3:22 (додаткова пісня в японському виданні).

## Чарти
| Чарт (2001)                                  | Найвища позиція |
| -------------------------------------------- | --------------- |
| Австрія Austrian Albums (Ö3 Austria)         | 51              |
| Бельгія Belgian Albums (Ultratop Wallonia)   | 37              |
| Нідерланди Dutch Albums (MegaCharts)         | 46              |
| Німеччина German Albums (Offizielle Top 100) | 16              |
| Japanese Albums Chart                        | 36              |
| Норвегія Norwegian Albums (VG-lista)         | 18              |
| Швеція Swedish Albums (Sverigetopplistan)    | 35              |
| Швейцарія Swiss Albums (Schweizer Hitparade) | 26              |
| Велика Британія UK Albums (OCC)              | 34              |
| США Billboard 200                            | 94              |
| US Top Internet Albums (Billboard)           | 14              |

## Сертифікації
| Регіон                                             | Сертифікація | Продажі |
| -------------------------------------------------- | ------------ | ------- |
| Австралія (ARIA)                                   | Платиновий   | 70 000^ |
| ^відвантаження, що базуються лише на сертифікаціях |              |         |